# 合阳文庙
合阳文庙位于陕西省渭南市合阳县城内，1992年被列为第三批陕西省文物保护单位，2013年被列为第七批全国重点文物保护单位。
合阳文庙现仅存大成殿、明伦堂和尊经阁，其中大成殿重建于明洪武二年（1369年），单檐歇山顶，面阔五间；尊经阁建于明万历三十八年（1610年），重檐歇山顶，面阔三间，进深二间，共三层，高30余米。